# Trương Thư Quốc
Trương Thư Quốc (tiếng Trung: 张书国; sinh năm 1960) là Trung tướng Quân Giải phóng Nhân dân Trung Quốc (PLA). Ông hiện là Chính ủy Bộ Bảo đảm Hậu cần Quân ủy Trung ương Trung Quốc.

## Thân thế và binh nghiệp
Trương Thư Quốc sinh tháng 8 năm 1960, người Cửu Đài, tỉnh Cát Lâm. Ông tốt nghiệp chuyên ngành khoa học xã hội tại Trường Đảng Trung ương Đảng Cộng sản Trung Quốc. Ông từng đảm nhiệm chức vụ Chính ủy Sư đoàn Cơ giới hóa 115, Tập đoàn quân 39, Quân khu Thẩm Dương.
Tháng 12 năm 2006, Trương Thư Quốc được bổ nhiệm giữ chức Chủ nhiệm Cục Chính trị Tập đoàn quân 39 Lục quân, Quân khu Thẩm Dương. Tháng 7 năm 2008, ông được phong quân hàm Thiếu tướng. Năm 2009, ông được thăng chức Phó Chính ủy Tập đoàn quân 39 Lục quân. Năm 2010, ông được bổ nhiệm giữ chức vụ Chính ủy Tập đoàn quân 39 Lục quân.
Năm 2013, Trương Thư Quốc được bầu làm Đại biểu Đại hội đại biểu Nhân dân toàn quốc Trung Quốc (gọi tắt là Nhân đại toàn quốc tức Quốc hội Trung Quốc) khóa 12, nhiệm kỳ 2013 đến năm 2018.
Tháng 1 năm 2015, Trương Thư Quốc được bổ nhiệm giữ chức Phó Chính ủy Quân khu kiêm Bí thư Ủy ban Kiểm tra Kỷ luật Đảng ủy Quân khu Thành Đô. Tháng 7 năm 2015, Trương Thư Quốc được bổ nhiệm giữ chức Chủ nhiệm Cục Chính trị Quân khu Bắc Kinh.
Ngày 31 tháng 12 năm 2015, tại Đại lầu Bát Nhất, Bắc Kinh, Chủ tịch Quân ủy Trung ương Tập Cận Bình tuyên bố thành lập 3 quân chủng mới, là Quân chủng Lục quân, Quân chủng Tên lửa, Quân chủng Chi viện chiến lược; Trương Thư Quốc được bổ nhiệm làm Chủ nhiệm Bộ Công tác Chính trị Lục quân Quân Giải phóng Nhân dân Trung Quốc. Tháng 7 năm 2016, ông được thăng quân hàm Trung tướng.
Tháng 2 năm 2017, Trương Thư Quốc được bổ nhiệm giữ chức vụ Chính ủy Bộ Bảo đảm Hậu cần Quân ủy Trung ương Trung Quốc, thay ông Trương Thăng Dân.